# Octobre 1995

## Événements
- Palestine : début du retrait militaire des Israéliens de sept villes de Palestine à l’exception d’Hébron et de 450 villages arabes, jusqu'en novembre.

### Dimanche1eroctobre
- Formule 1 : Grand Prix automobile d'Europe.

### Mardi3 octobre
- États-Unis : acquittement surprise de O. J. Simpson au terme d'un procès ayant divisé le pays.
- Royaume-Uni : discours de Tony Blair à Brighton[1].

### Mercredi4 octobre
- Comores : opération Azalée aux Comores contre le mercenaire français Bob Denard.

### Jeudi5 octobre
- Israël : les partisans du Grand Israël manifestent lors du vote de la ratification de l’accord par le Parlement israélien.

### Vendredi6 octobre
- Espace : annonce de la découverte de la première planète extrasolaire 51 Pegasi b.
- Sport : premier match de l'Avalanche du Colorado à Denver dans la NHL.

### Dimanche8 octobre
- Union européenne : début de l'Opération action sud, jusqu'au 15 octobre. Victoire croate sur l'Armée serbe de Bosnie.

### Lundi9 octobre 1995
- Union européenne : sommet de Madrid jusqu'au 10. Principales décisions : passage à une monnaie unique, entrée en vigueur de la convention de Schengen, élargissement de l'UE à quinze membres, avec l'entrée de l'Autriche, de la Finlande et de la Suède.

### Lundi16 octobre 1995
- États-Unis : marche des « Un million » d’Afro-américains sur Washington organisée par Nation of Islam, organisation politique et religieuse dirigée par Louis Farrakhan.

### Dimanche22 octobre 1995
- 22 octobre (Formule 1) : Grand Prix automobile du Pacifique. Michael Schumacher remporte le Championnat du monde de Formule 1 au volant d'une Benetton-Renault

### Jeudi26 octobre
- France : 
  - Première naissance d'un éléphant d'Asie au Zoo de la Palmyre. Homaline est une éléphante née de l'union de Tchinto (mâle né en 1983) et Alix (femelle née en 1983).
  - Le Président Jacques Chirac annonce que l'ampleur des déficits publics rend nécessaire une politique de rigueur pendant deux années.

### Dimanche29 octobre
- Formule 1 : Grand Prix automobile du Japon.

### Lundi30 octobre
- Canada : victoire serrée du « non » au référendum sur la souveraineté du Québec, (50,6 %).

## Naissances
- 3 octobre : Lil Tracy rappeur américain
- 4 octobre : Hanna Ardéhn, actrice suédoise.
- 10 octobre : 
  - Cyril Mendy, comédien français.
  - Oh Seung-hee, chanteuse sud-coréenne membre du groupe CLC
  - Christophe Madihano, photographe, auteur et artiste congolais
- 11 octobre : Luisa Maria de Belgique, fille de la princesse Astrid de Belgique.
- 13 octobre : Park Jimin,  chanteur et danseur sud-coréen (membre du boys band BTS)
- 15 octobre : Louis Duneton, acteur français.
- 17 octobre : Fanta Keita, handballeuse franco-sénégalaise.
- 18 octobre : Nayana James, sauteuse en longueur indienne.
- 19 octobre : 
  - Pascaline Adanhouegbe, athlète béninoise.
  - Enca Haxhia, chanteuse albanaise.
- 21 octobre : 
  - Feriel Adjabi, escrimeuse algérienne.
  - Yulimar Rojas, athlète vénézuélienne.
- 25 octobre : Conchita Campbell, actrice canadienne.

## Décès
- 3 octobre : Charles L. Veach, astronaute américain (° 18 septembre 1944).
- 19 octobre : Don Cherry, trompettiste de jazz américain (° 18 novembre 1936).
- 21 octobre : Maxene Andrews, membre des The Andrews Sisters.
- 22 octobre : Mary Wickes, actrice.
- 25 octobre : 
  - Viveca Lindfors, actrice.
  - François Brousse, philosophe et poète français.
- 26 octobre : Shannon Hoon, chanteur du groupe américain Blind Melon (° 26 septembre 1967).